# ميرسي أوتيس وارين
كانت ميرسي أوتيس وارين (14 سبتمبر (25 سبتمبر وفقًا للتقويم الجديد) 1728 – 19 أكتوبر 1814) شاعرة وكاتبة مسرحية ومؤلفة كتيبات نشطت خلال الثورة الأمريكية. خلال السنوات التي سبقت الثورة الأمريكية، نشرت وارلين عدة قصائد ومسرحيات هاجمت فيها السلطة الملكية في ماساتشوستس وحثت سكان المستعمرات على مقاومة الانتهاكات البريطانية لحقوقهم وحرياتهم. تزوجت ميرسي جيمس وارين الذي كان، هو الآخر، ناشطًا في حركة الاستقلال.
خلال الجدل الدائر حول دستور الولايات المتحدة الأمريكية في عام 1788، ألفت وارين كتيبًا حمل عنوان ملاحظات حول الدستور الجديد والاتفاقيات الاتحادية والاتفاقيات بين الولايات، ونشرته باسم «مناضل كوبي» المستعار، وعارضت فيه التصديق على وثيقة الدستور الجديد، ودعت إلى إدراج وثيقة الحقوق في الدستور. في السابق، كان يُعتقد أن الملاحظات من عمل كتَّاب آخرين، أهمهم إلبريدج جيري، ولم يُعتمد اسم وارين كمؤلفة للكتيب إلا بعد أن وجد أحد أحفادها، تشارلز وارن، ذكرًا لاسمها في رسالة تعود إلى عام 1787 وصلت للمؤرخة البريطانية كاثرين مكلاوي. في عام 1790، نشرت وارين مجموعة من القصائد والمسرحيات باسمها، وهو أمر لم يكن شائعًا بالنسبة للنساء في تلك الفترة من الزمن. في عام 1805، نشرت وارين واحدًا من أوائل الكتب التاريخية التي تصف الثورة الأمريكية، تاريخ ظهور وازدهار وانتهاء الثورة الأمريكية بمجلداته الثلاثة، وكان أول كتاب تاريخ يصف الثورة الأمريكية تؤلفه امرأة.

## أولى سنوات حياتها
ولدت ميرسي أوتيس وارين في 14 سبتمبر 1728 (وفقًا للتقويم القديم)، وكانت الابنة الثالثة بين ثلاثة عشر ابنًا للعقيد جيمس أوتيس سينيور (1702 – 1778)، وماري ألين أوتيس (1702 –1774). تمكن ستة من أشقائها فقط الوصول لسن الرشد. عاشت الأسرة في قرية ويست بارنستابل الساحلية في ولاية ماساتشوستس الأمريكية. كانت والدة ميرسي، ماري ألين، من سلالة إدوارد دوتي، أحد ركاب سفينة مايفلاور التي أقلت الرواد الأوائل إلى أمريكا عام 1620. كان جيمس أوتيس الأب مزارعًا ومحاميًا، وعمل قاضيًا لصالح محكمة مقاطعة بارنستايل للجلسات والدعاوي العامة. ربح جيمس أوتيس انتخابات مجلس النواب بولاية ماساتشوستس في عام 1745، وكان معارضًا صريحًا وقائد رأي ضد الحكم البريطاني وضد الحاكم الاستعماري، توماس هتشينسون، على وجه الخصوص. تربى أبناء أوتيس «على المثل الثورية». مع أن ميرسي لم تتلق تعليمًا رسميًا، لكنها درست على يد القس جوناثان راسل بنفس الفترة التي كان أخواها، جوزيف وجيمس، يحضران للالتحاق بالجامعة. على عكس أغلب فتيات تلك الحقبة الزمنية، اللاتي لم تتعد معرفتهن للعلوم القراءة والكتابة، أرادت وارن أن تتعلم قدر استطاعتها، فانكبت على قراءة الكتب، والتهمت كتابًا تلو الآخر، وتعلمت بنفسها التاريخ واللغة. تميزت وارن بالتعلم الذاتي والقراءة عن غيرها من الفتيات، وهو ما مهد لها الطريق لكسر الأدوار النمطية للجنسين في وقتها. امتلك والد وارين أيضًا آراءً بعيدة عن الآراء التقليدية في المواضيع المتعلقة بتعليم ابنته، فكان يدعم مساعيها بالكامل، الأمر الذي لم يكن بالمعتاد في القرن الثامن عشر. التحق شقيق ميرسي، جيمس أوتيس، بكلية هارفارد، وأصبح محاميًا ومناضلًا بارزًا. أظهرت بعض من المراسلات بين جيمس وميرسي، التي نجت لتصل أيدي المؤرخين، قوة العلاقة بين الشقيقين، وتشجيع جيمس لجهود شقيقته الأكاديمية والأدبية، ومعاملته لها على أنها مساويةً له بالفكر.